# Blues Music Awards

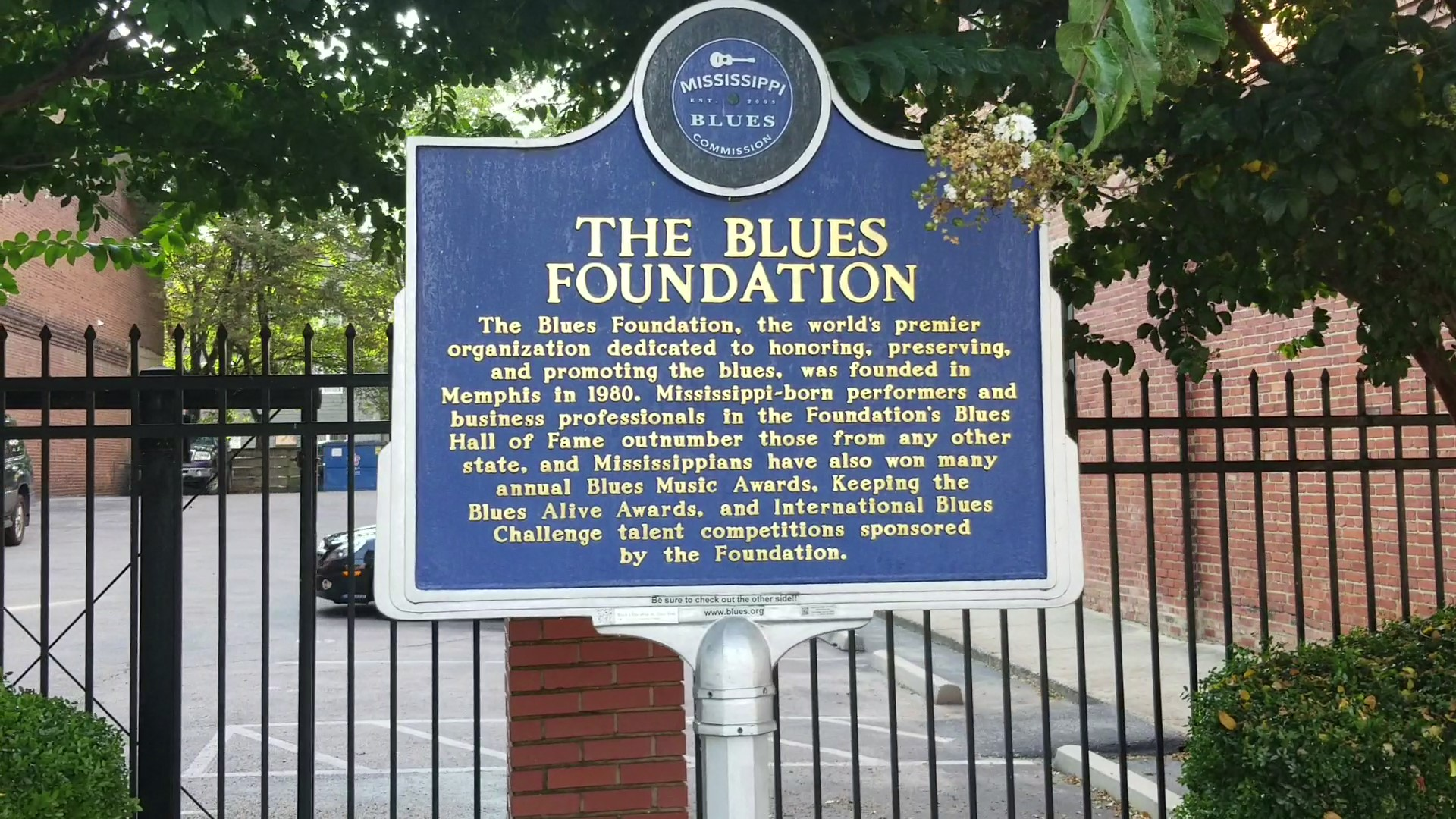
Letrero de la Blues Foundation

Los Blues Music Awards son unos premios otorgados por la Blues Foundation, una organización sin ánimo de lucro creada para potenciar el patrimonio del blues. Los premios se empezaron a otorgar en 1980 y según la revista de música Offbeat son "universalmente reconocidos como el máximo reconocimiento a músicos y compositores de música blues".
Los premios llevaban el nombre del compositor W. C. Handy (considerado el padre del blues) hasta que en 2006 se rebautizaron en un esfuerzo para incrementar la apreciación pública de la importancia de los premios.
Los premios se han presentado anualmente en Memphis, Tennessee, donde está la sede de la Blues Foundation, a pesar de que el 2008 la ceremonia se celebró en Tunica, Misisipi.